# Remigia disseverans
Remigia disseverans là một loài bướm đêm trong họ Erebidae.